# Mathilde Vandorpe
Pour les articles homonymes, voir Vandorpe.
Mathilde Vandorpe, née le 19 décembre 1981 à Mouscron est une enseignante et femme politique wallonne, membre du Centre Démocrate Humaniste.

## Biographie
Elle commence ses activités politiques en 2006, à l’âge de 24 ans, en tant qu'échevine de Mouscron chargée de la jeunesse et de l'environnement : elle y gère aussi les problèmes de discrimination et d'égalité des chances. Elle se présente ensuite aux élections communales de 2012 où elle double son nombre de voix et se voit confier aussi la responsabilité des sports et du jumelage. 
En 2014, le cdH lui donne l'occasion de se présenter en tant que 1re suppléante à la Région. Elle quitte alors son poste d’échevine pour devenir députée wallonne et communautaire. Elle s’engage à œuvrer pour un mieux vivre ensemble à Mouscron et dans l’ensemble de la Wallonie picarde.
En 2019, elle est réélue aux élections régionales et devient la seule députée du CDH pour la Wallonie picarde, siégeant donc dans l'opposition. Elle alerte le ministre des Infrastructures Philippe Henry sur les travaux nécessaires à Dottignies. Elle est agressée à son domicile par des manifestants gilets jaunes. 
En juillet 2020, elle prend la présidence du club sportif Royal Dauphins mouscronnois.

## Carrière politique
- 2006-2014 : Échevine de la Jeunesse, des Sports, de l’Égalité des chances, du Jumelage à la ville de Mouscron
- 2014-     :  députée wallonne
  - députée de la Communauté française

## Décoration
- Chevalier de l'ordre de Léopold (2024)[5].